# Gossip Quiz
De Gossip Quiz was een quiz die wekelijks live werd uitgezonden op de Nederlandse televisiezender RTL 4. Het programma liep van 2003 tot 2005 en werd gepresenteerd door Martijn van den Bergh.
In de Gossip Quiz ontving van den Bergh vele BN'ers en maakte reportages over showbizz gebeurtenissen. Tussendoor waren belspelletjes te zien, bedoeld voor de mensen thuis.

"In het wekelijkse liveprogramma werden de roddelbladen besproken met kandidaten of mensen uit het vak. Met een cameraploeg gingen we vaak op pad om showbizzfeesten op een nieuwe manier uit te lichten"
— presentator Martijn van den Bergh